# Polytrichum trachythecium
Polytrichum trachythecium är en bladmossart som beskrevs av C. Müller 1900. Polytrichum trachythecium ingår i släktet björnmossor, och familjen Polytrichaceae. Inga underarter finns listade i Catalogue of Life.